# Дарановци
Дарановци су насељено место у општини Брестовац, у западној Славонији, Република Хрватска.

## Историја
До нове територијалне организације налазило се у саставу бивше велике општине Славонска Пожега.

## Становништво
Насеље је према попису становништва из 2011. године имало 183 становника.
| Националност       | 1991.        |
| Хрвати             | 156 (98,73%) |
| Срби               | 2 (1,26%)    |
| Југословени        | 0            |
| остали и непознато | 0            |
| Укупно             | 158          |